# L'universo di Cthulhu
L'universo di Cthulhu è una raccolta di racconti uscita nel 1985 a cura di Sebastiano Fusco per la Fanucci Editore. Si tratta della prima antologia di racconti della serie nota come I Miti di Cthulhu.

## Racconti contenuti
- Appunti sul mito di Cthulhu - introduzione a cura di Gianni Pilo
- La casa in Curwen Street (The House on Curwen Street) (1944) di August Derleth
- Il custode della chiave (The Keeper of the Key) (1951) di August Derleth
- L'isola nera (The Black Island) (1952) di August Derleth
- Il silenzio di Erika Zahn (The Silence of Erika Zahn) (1976) di James Wade
- La donna volpe (The Fox Woman) (1946) di Abraham Merritt